# Rudník (szczyt)
Rudník – szczyt górski w południowej części pasma górskiego Branisko we wschodniej Słowacji. Zalesiony, 1025 m n.p.m. Przez szczyt przebiega zielony szlak turystyczny ze szczytu Sľubica na przełęcz Branisko.